# Namco Museum
 (juin 2018).
Si vous disposez d'ouvrages ou d'articles de référence ou si vous connaissez des sites web de qualité traitant du thème abordé ici, merci de compléter l'article en donnant les références utiles à sa vérifiabilité et en les liant à la section « Notes et références ».
Namco Museum est une série de compilations vidéoludiques commercialisées par Namco à partir de 1995. Elle comprend la plupart des classiques du jeu d'arcade du développeur nippon de la fin des années 1970 et des années 1980. Les séries les plus récurrentes sont Pac-Man et Galaga, les deux séries les plus emblématiques de l'époque des années 80 et 90 chez Namco.
Les jeux émulés s'accompagnent généralement du mode museum, lequel propose divers contenus liés (illustrations conceptuelles, carte d'instructions, musiques, flyers...).

## Namco Museum Volume 1
Namco Museum Volume 1 est sorti le 22 novembre 1995 au Japon sur PlayStation. C'est le premier titre de la série. Il est édité quelques mois plus tard en Europe et aux États-Unis (idem pour les épisodes suivants).
Elle contient Bosconian (1981), Galaga (1981), New Rally-X (1981), Pac-Man (1980), Pole Position (1982), Rally-X (1980) et Toy Pop (1986).

## Arcade Classics
Arcade Classics est une compilation sortie en 1996 sur Philips CD-i, uniquement en Europe.
Elle contient Ms. Pac-Man, Galaxian et Galaga.

## Namco Museum Volume 2
Namco Museum Volume 2 est sorti le 9 février 1996 au Japon sur PlayStation.
Elle contient Bomb Bee (1979), Cutie Q (1979, dans la version japonaise uniquement), Dragon Buster (1984), Gaplus (1984), Grobda (1984) , Mappy (1983), Super Pac-Man (1982) et Xevious (1982).

## Namco Museum Volume 3
Namco Museum Volume 3 est sorti le 21 juin 1996 au Japon sur PlayStation.
Elle contient Dig Dug (1982), Galaxian (1979), Ms. Pac-Man (1981), Phozon (1983), Pole Position II (1983) et The Tower of Druaga (1984).

## Namco Museum Volume 4
Namco Museum Volume 4 est sorti le 8 novembre 1996 au Japon sur PlayStation.
Elle contient Assault (1988), Assault Plus (1989), Pac-Land (1984), Genpei Tōma Den (1986), Ordyne (1988) et The Return of Ishtar (1986)

## Namco Museum Volume 5
Namco Museum Volume 5 est sorti le 28 février 1997 au Japon sur PlayStation.
Elle contient Baraduke (1985), Dragon Spirit (1987), Metro-Cross (1985), Pac-Mania (1987) et Valkyrie no Densetsu (1989)

## Namco Museum Encore
Namco Museum Encore est sorti le 30 octobre 1997 au Japon. C'est la dernière compilation à voir le jour sur PlayStation et la seule à n'avoir été commercialisée qu'au Japon.
Elle contient Dragon Saber (1990), King and Balloon (1980), Motos (1985), Rolling Thunder (1986), Rompers (1989), Sky Kid (1985) et Wonder Momo (1987).

## Namco Museum 64 et Namco Museum (GBA et Dreamcast)
Namco Museum 64 et Namco Museum sont des versions dédiées aux consoles Nintendo 64, Dreamcast et Game Boy Advance. La compilation est sortie le 29 novembre 1999 pour la première, le 25 juillet 2000 pour la seconde et en 2001 pour la troisième. La version Game Boy Advance a connu une réédition sur la Console Virtuelle de la Wii U en 2014, pour célébrer l'arrivée de Pac-Man en tant que combattant dans Super Smash Bros. for Nintendo 3DS / for Wii U (en même temps que Pac-Man Collection, Pac-Attack et Pac-Land).
Elle contient Dig Dug (1982), Galaga (1981), Galaxian (1979), Ms. Pac-Man (1981), Pac-Man (1980, sauf GBA) et Pole Position. (1982). Ces versions n'incluent pas le mode museum.

## Namco Museum (GameCube, Playstation 2 et Xbox)
Namco Museum est une version dédiée aux consoles GameCube, PlayStation 2 et Xbox, sortie en 2002, uniquement aux États-Unis.
Elle contient tous les jeux de la version N64 et Dreamcast ainsi que Pac-Attack (1993), Pac-Mania (1987), Pole Position II (1983) et les versions remaniées (Arrangement) de Dig Dug, Galaga et Pac-Man.

## Namco Vintage
Namco Vintage est une compilation sortie en 2004 sur le service Live Arcade de la première Xbox.
Elle comprend Galaga, Dig Dug et Pole Position.

## Namco Museum: 50th Anniversary Arcade Collection
Namco Museum: 50th Anniversary est une nouvelle version sorti en 2005 sur GameCube, PlayStation 2, Windows, Xbox et Game Boy Advance. Elle a été développée par Digital Eclipse (contre Mass Media précédemment) et l'émulation est davantage fidèle aux originaux.
Elle contient seize jeux (seulement cinq pour la version GBA) : Bosconian (1981), Dig Dug (1982), Dragon Spirit (1987), Galaga (1981), Galaga '88 (1987), Galaxian (1979), Mappy (1983), Ms. Pac-Man (1981), Pac-Man (1980), Pac-Mania (1987), Pole Position (1982), Pole Position II (1983), Rally-X (1980), Rolling Thunder (1986), Sky Kid (1985) et Xevious (1982).

## NamCollection
namCollection (ナムコレクション, namco 50th Anniversary namCollection) est une compilation de cinq classiques de la PlayStation, sortie le 21 juillet 2005 sur PlayStation 2 au Japon, à l'occasion du cinquantième anniversaire de l'éditeur nippon.
Elle comprend Ace Combat 2 (1997), Mr. Driller (2000), Klonoa: Door to Phantomile (1997), Ridge Racer (1994) et Tekken (1995).

## Namco Museum: Battle Collection
Namco Museum: Battle Collection est une compilation dédiée à la PlayStation Portable, sortie en 2005.
Elle comprend vingt titres au total : les versions originales de Bosconian, Dig Dug, Dig Dug II, Dragon Buster, Galaxian, Galaga, Grobda, King and Balloon, Mappy, Motos, New Rally-X, Pac-Man, Rally-X, Rolling Thunder, The Tower of Druaga, Xevious et les versions remaniées de Dig Dug, Galaga, New Rally-X et Pac-Man. La version japonaise, intitulée Namco Museum, a été proposée en deux volumes et contenait trois jeux supplémentaires : Dragon Spirit, Motos Arrangement, et Pac-Man Arrangement Plus.

## Namco Museum DS
Namco Museum DS est une compilation dédiée à la Nintendo DS, sortie le 18 septembre 2007 aux États-Unis, le 11 octobre 2007 au Japon et le 22 février 2008 en Europe.
Elle comprend Dig Dug II (disponible en deux versions), Galaga, Galaxian, Mappy, Pac-Man, Pac-Man Vs., The Tower of Druaga, Xevious et Super Xevious.
C'est le premier opus de la série sur une console Nintendo à sauvegarder les scores.

## Namco Museum Remix
Namco Museum Remix (Minna de Asobō! Namco Carnival) est une compilation dédiée à la Wii, sortie le 23 octobre 2007 aux États-Unis, le 6 décembre 2007 au Japon et le 18 avril 2008 en Europe.
Elle comprend les versions originales de Cutie Q, Dig Dug, Galaxian, Gaplus, Mappy, Pac and Pal, Pac-Mania, Super Pac-Man, Xevious et les versions remaniées de Galaga, Gator Panic, Motos, Pac 'n Roll et Rally-X.

## Namco Museum Megamix
Namco Museum Megamix est une version augmentée de Namco Museum Remix, sortie le 16 novembre 2010 uniquement en Amérique du Nord sur Wii.
Elle comprend tous les jeux de Namco Museum Remix ainsi que les versions originales de Pac-Man, Galaga, Rally-X, New Rally-X, Dig Dug II, Grobda, Bosconian, King and Balloon et Motos, ainsi qu'une nouvelle version (Remix) de Grobda.

## Namco Museum (Nintendo Switch)
Namco Museum est une compilation dédiée à la Nintendo Switch, sortie le 28 juillet 2017.
Elle comprend Pac-Man, Pac-Man Vs., Galaga, Galaga '88, Dig Dug, Sky Kid, Rolling Thunder, Rolling Thunder 2, Tank Force, Splatterhouse et The Tower of Druaga.
Des classements en ligne et un mode Challenge sont disponibles, permettant d'augmenter la durée de vie de la compilation, très critiquée dans les précédents opus.

## Autres compilations de Namco

### Xevious 3D/G+(1997,Playstation)
Comprend Xevious, Super Xevious, Xevious Arrangement et Xevious 3D/G.

### Pac-Man Collection(2003,Game Boy Advance)
Comprend Pac-Man, Pac-Mania, Pac-Attack et Pac-Man Arrangement.

### Namco All-Stars: Pac-Man and Dig Dug(2009, PC)
Comprend Pac-Man (en version classique ainsi qu'une version adaptée avec les graphismes de Pac-Man Championship Edition) et Dig Dug (en version classique ainsi qu'une version adaptée avec les graphismes de Dig Dug: Digging Strike).

### Galaga 30th Collection(2011,iOS)
Sortie pour célébrer les 30 ans du jeu, cette compilation comprend deux jeux gratuits (Galaxian et Galaga) et deux jeux payants (Gaplus et Galaga '88).

### Pac-Man and Galaga Dimensions(2011,3DS)
Comprend Pac-Man, Galaga, Pac-Man Championship Edition, Galaga Legions ainsi que deux versions inédites: Pac-Man Tilt et Galaga 3D Impact.

### Pac-Man Museum(2014,PS3,Xbox 360et PC)
Comprend Pac-Man, Ms. Pac-Man, Super Pac-Man, Pac-Land, Pac & Pal, Pac-Mania, Pac-Attack, Pac-Man Championship Edition et Pac-Man Battle Royale.

### Pac-Man Championship Edition 2+Arcade Game Series(2016,PS4etXbox One)
Cette édition spéciale contient deux CD: le premier comprend Pac-Man Championship Edition 2; le second comprend Pac-Man, Dig Dug et Galaga.

## Série Microsoft Arcade
Microsoft Return of Arcade est une compilation dédiée aux PC Windows sortie en 1996. Elle comprend Pac-Man, Galaxian, Dig Dug et Pole Position. À l'occasion du 20e anniversaire de Pac-Man en 2000, le jeu connaît une réédition (toujours sur PC Windows) avec comme seule nouveauté l'ajout du jeu Ms. Pac-Man.
Suite de Microsoft Return of Arcade, Microsoft Revenge of Arcade est une compilation sortie en 1998 dédiée aux PC Windows 95. C'est le troisième et dernier opus de la série des Microsoft Arcade. Elle comprend Ms. Pac-Man, Mappy, Xevious, Rally-X et Motos.

## Exclusivités japonaises
À l'instar de Namco Museum Encore et de NamCollection, de nombreux autres opus ne sont jamais parus ailleurs qu'au Japon: Namco Gallery (Game Boy, collection en trois volumes); Namco History (PC, collection en quatre volumes); Namco Anthology (PlayStation, collection en deux volumes); Namco Collection (PC, collection en deux volumes) et enfin Namco Nostalgia (Let's! TV Play Classic, collection en deux volumes).